# Produktionsautomatisierung

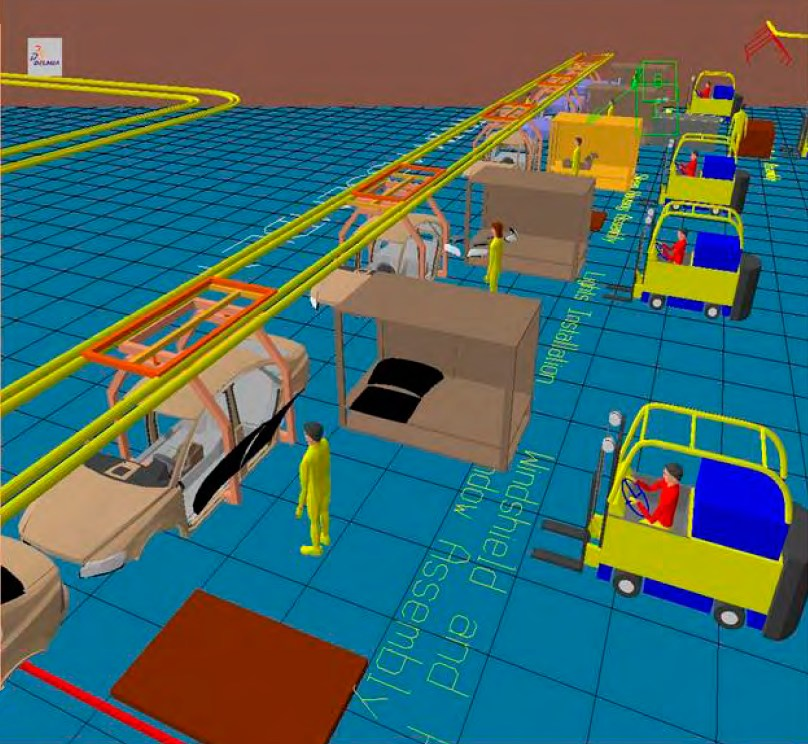
Manufacturing Systems Integration Program, NIST 2008

Produktionsautomatisierung ist eine angewandte technische Wissenschaft und ein Teilgebiet der Produktionstechnik. Sie befasst sich mit der Automatisierung von Prozessen der Produktentwicklung, Produktionsplanung und Produktion. Hierunter sind insbesondere eigene Modelle für die Arbeitsvorbereitung, Logistik und Fertigungssteuerung entwickelt. Generell wird eine Beschleunigung der einzelnen Prozesse erstrebt, um sich im Marktwettbewerb einen Vorteil zu verschaffen. Dazu werden technische Einrichtungen zwischen Mensch und Maschine geschaltet, die menschliche Fähigkeiten ergänzen und/oder ersetzen und so einen autonomeren Produktionsprozess ermöglichen. Die Disziplin ist noch relativ jung, erfährt jedoch durch den intensiven Wettbewerb der Unternehmen eine schnelle Ausdifferenzierung und Weiterentwicklung. Ein Teilgebiet ist die schnelle Produktentwicklung.

## Aufgaben und Ziele
Mit der Produktionsautomatisierung werden folgende Ziele, die einen Wettbewerbsvorteil bewirken sollen, verfolgt:
- Verkürzung der Produktionszeiten
- Kostensenkung
- Erleichterung der menschlichen Arbeit
- Steigerung der Qualität
- Erhöhung der Produktivität
- Flexiblere Produktion

Das Schlagwort „Industrie 4.0“ (nach Dampfmaschine (1), Elektrifizierung (2) und Robotik (3)) bezieht sich hierauf, und zielt insbesondere auf eine komplette Virtualisierung ganzer Fertigungsstraßen, wird jedoch in Deutschland nur zögerlich umgesetzt, da die Technologien noch teilweise unausgereift sind und hohe Investitionsummen als Risikokapital notwendig sind. In Japan und den Vereinigten Staaten von Amerika ist Produktionsautomatisierung bereits das Leitziel der produzierenden Unternehmen. Mit höherem Grad an Komplexität und Integration werden Subsysteme wie das computer-aided manufacturing zur Produkterstellung, Produktionsplanung, Produktionsüberwachung, Ressourcen- und Projektmanagement zusammengefasst. Dies entspricht der allumfassenden Einpflegung von Wirtschaftsvorgängen in einem Unternehmen in eine virtuelle Umwelt zur Effizienzsteigerung.

## Produktentwicklung
Das parallele Durchführen mehrerer Entwicklungsstufen im Produktzyklus, das sogenannte Simultaneous Engineering, führt zu einer Beschleunigung des Entwicklungsprozesses. Zusätzlich werden die Zeitrahmen für einzelne Entwicklungsabschnitte kürzer abgesteckt und sogenannte „Time-to-Market“-Maßnahmen getroffen. Dadurch wird eine frühere Markteinführung und damit ein Wettbewerbsvorteil erzielt. Ein gutes Beispiel hierfür ist der immer kürzer werdende Entwicklungszyklus des VW-Golfs in den letzten 40 Jahren.

## Produktionsplanung
Der Prototypenbau durch die schnelleren Verfahren des Rapid Prototyping ermöglicht eine frühzeitige Funktionsanalyse und hohe Anschaulichkeit. Dafür werden beim Rapid Tooling auch besondere Prototypenwerkzeuge hergestellt.
Daneben werden in der Produktionsplanung Prozesse parallelisiert um eine höhere Gleichzeitigkeit zu erreichen und den gesamten Zeitraum bis zur Marktreife zu verkürzen. Dies ist anschaulich, wenn man die immer kürzer werdenden Entwicklungszyklen von Fahrzeugen oder Computerchips betrachtet, und sichert dem Unternehmen Wettbewerbsvorteile.
Es kommt Produktionsplanungssoftware zum Einsatz. Je nach Grad der Komplexität ist diese mit der Produktionssoftware des Maschinenparks und der Entwicklungssoftware verbunden, um Daten in Echtzeit zu übertragen, Prozesse zu synchronisieren und Ausfälle durch Fehler zu minimieren.

## Produktion mit automatisierten Verfahren
Bei besonders kurzen gewünschten Produktionszeiten oder einer sonst nicht fertigbaren Bauteilkomplexität kann auf die preisintensiveren, aber viel schneller umsetzbaren Rapid-Manufacturing-Prozesse zurückgegriffen werden. Dadurch wird die Produktion durch Automatisierungsmethoden analog der Produktplanung beschleunigt. Entsprechend dem jeweiligen „Rapid Prototyping“-Verfahren sind jedoch die Werkstoffeigenschaften und Fertigungstoleranzen nur begrenzt nachbildbar. In diesen speziellen, begrenzten Anwendungsfällen spricht man von Prototypenserienfertigung.
Ebenso werden bei komplexeren Bauteilen eher NC-Programmiersysteme eingesetzt, statt einer einfacheren Werkstattsteuerung, da sich der Aufwand für die Programmierung des Fertigungsprogrammes dann lohnt. Dabei werden aus Konstruktionsmodellen im Preprozessor durch einen Compiler CLDATA-Formate im NC-Prozessor erzeugt; anschließend werden diese im Postprozessor wieder in NC-Codes umgewandelt. Der Vorteil ist hierbei, dass, obwohl mehrere tausend herstellerspezifische Maschinensprachen im Umlauf sind, durch diese Umwandlungsschritte Befehle universell kompatibel bearbeitet und genutzt werden können, die jede Maschine umsetzen kann. Hierbei kommen CAD/CAM und IGES- und STEP-ISO10303-Schnittstellen zum Einsatz.
Im Regelfall schließt sich an den Entwicklungsprozess bzw. Produktplanung die Produktionsplanung und schließlich die Produktionssteuerung an.
Mit der laufenden gesteuerten Produktion erreichen die Produkte den Markteinführungszustand und der Produktlebenszyklus beginnt.